# تشيباتا
تشيباتا هي مدينة من مدن زامبيا. يبلغ عدد سكانها 455,783 نسمة وذلك حسب إحصائيات سنة 2010. يبلغ ارتفاع المدينة عن سطح البحر قرابة 1140 متر.

## المناخ
يظهر الجدول التالي التغييرات المناخية على مدار السنة لتشيباتا:
| البيانات المناخية لـتشيباتا        | البيانات المناخية لـتشيباتا | البيانات المناخية لـتشيباتا | البيانات المناخية لـتشيباتا | البيانات المناخية لـتشيباتا | البيانات المناخية لـتشيباتا | البيانات المناخية لـتشيباتا | البيانات المناخية لـتشيباتا | البيانات المناخية لـتشيباتا | البيانات المناخية لـتشيباتا | البيانات المناخية لـتشيباتا | البيانات المناخية لـتشيباتا | البيانات المناخية لـتشيباتا | البيانات المناخية لـتشيباتا |
| الشهر                              | يناير                       | فبراير                      | مارس                        | أبريل                       | مايو                        | يونيو                       | يوليو                       | أغسطس                       | سبتمبر                      | أكتوبر                      | نوفمبر                      | ديسمبر                      | المعدل السنوي               |
| ---------------------------------- | --------------------------- | --------------------------- | --------------------------- | --------------------------- | --------------------------- | --------------------------- | --------------------------- | --------------------------- | --------------------------- | --------------------------- | --------------------------- | --------------------------- | --------------------------- |
| الدرجة القصوى °م (°ف)              | 32.1 (89.8)                 | 31.8 (89.2)                 | 32.4 (90.3)                 | 32.7 (90.9)                 | 32.2 (90.0)                 | 29.9 (85.8)                 | 29.9 (85.8)                 | 33.0 (91.4)                 | 36.1 (97.0)                 | 37.5 (99.5)                 | 38.0 (100.4)                | 34.9 (94.8)                 | 38.0 (100.4)                |
| متوسط درجة الحرارة الكبرى °م (°ف)  | 27.2 (81.0)                 | 27.4 (81.3)                 | 27.8 (82.0)                 | 27.6 (81.7)                 | 26.6 (79.9)                 | 25.0 (77.0)                 | 24.9 (76.8)                 | 27.1 (80.8)                 | 30.3 (86.5)                 | 32.1 (89.8)                 | 31.2 (88.2)                 | 28.1 (82.6)                 | 27.9 (82.2)                 |
| المتوسط اليومي °م (°ف)             | 22.1 (71.8)                 | 22.0 (71.6)                 | 22.0 (71.6)                 | 21.4 (70.5)                 | 20.0 (68.0)                 | 18.2 (64.8)                 | 18.1 (64.6)                 | 20.4 (68.7)                 | 23.9 (75.0)                 | 25.6 (78.1)                 | 24.9 (76.8)                 | 22.6 (72.7)                 | 21.8 (71.2)                 |
| متوسط درجة الحرارة الصغرى °م (°ف)  | 18.2 (64.8)                 | 18.0 (64.4)                 | 17.9 (64.2)                 | 16.7 (62.1)                 | 14.2 (57.6)                 | 11.7 (53.1)                 | 11.8 (53.2)                 | 14.2 (57.6)                 | 17.7 (63.9)                 | 19.9 (67.8)                 | 19.6 (67.3)                 | 18.6 (65.5)                 | 16.5 (61.7)                 |
| أدنى درجة حرارة °م (°ف)            | 13.2 (55.8)                 | 13.2 (55.8)                 | 11.8 (53.2)                 | 9.7 (49.5)                  | 6.5 (43.7)                  | 3.3 (37.9)                  | 4.0 (39.2)                  | 3.7 (38.7)                  | 7.2 (45.0)                  | 12.4 (54.3)                 | 12.8 (55.0)                 | 13.3 (55.9)                 | 3.3 (37.9)                  |
| الهطول مم (إنش)                    | 252.7 (9.95)                | 225.4 (8.87)                | 166.9 (6.57)                | 49.6 (1.95)                 | 4.4 (0.17)                  | 1.1 (0.04)                  | 0.3 (0.01)                  | 0.0 (0.0)                   | 0.8 (0.03)                  | 13.1 (0.52)                 | 81.9 (3.22)                 | 220.7 (8.69)                | 1٬016٫9 (40.04)             |
| متوسط أيام هطول الأمطار (≥ 1.0 mm) | 20                          | 18                          | 14                          | 7                           | 0                           | 0                           | 0                           | 0                           | 0                           | 1                           | 9                           | 19                          | 88                          |
| متوسط الرطوبة النسبية (%)          | 80.7                        | 81.5                        | 78.8                        | 72.1                        | 64.4                        | 59.8                        | 55.9                        | 48.9                        | 42.7                        | 45.2                        | 56.6                        | 75.4                        | 63.5                        |
| ساعات سطوع الشمس الشهرية           | 158.1                       | 148.4                       | 201.5                       | 234.0                       | 266.6                       | 258.0                       | 260.4                       | 275.9                       | 276.0                       | 269.7                       | 216.0                       | 167.4                       | 2٬732                       |
| المصدر: NOAA                       |                             |                             |                             |                             |                             |                             |                             |                             |                             |                             |                             |                             |                             |